# Brouviller
Brouviller (Duits: Brauweiler in Lothringen) is een gemeente in het Franse departement Moselle (regio Grand Est) en telt 389 inwoners (1999). De plaats maakt deel uit van het arrondissement Sarrebourg-Château-Salins.

## Geografie
De oppervlakte van Brouviller bedraagt 11,3 km², de bevolkingsdichtheid is 34,4 inwoners per km².
De onderstaande kaart toont de ligging van Brouviller met de belangrijkste infrastructuur en aangrenzende gemeenten.

## Demografie
Onderstaande figuur toont het verloop van het inwonertal (bron: INSEE-tellingen).